# Burj Rafal
Burj Rafal è un grattacielo adibito principalmente ad hotel situato a Riyadh, in Arabia Saudita. Ha aperto a gennaio 2014, ha 70 piani ed è costruito su un terreno di 20.000 m².
Il grattacielo ha circa 350 stanze ed è l'edificio residenziale più alto di Riyadh. È anche uno degli hotel più alti del mondo. La costruzione dell'edificio ha avuto un costo totale di circa 320 milioni di dollari.